# Thomas Rechsteiner

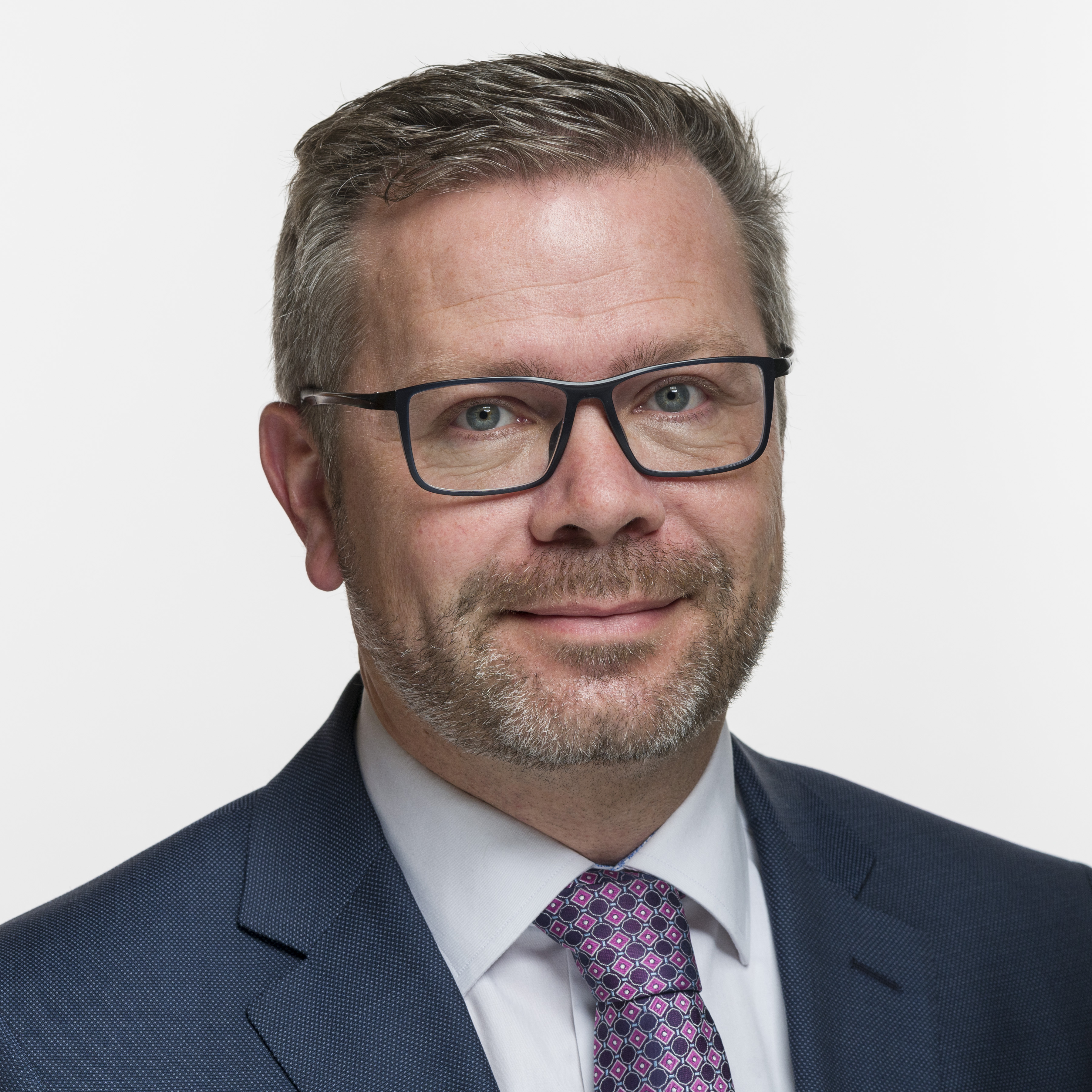
Thomas Rechsteiner (2019)

Thomas Rechsteiner (* 14. November 1971 in Appenzell; heimatberechtigt ebenda) ist ein Schweizer Politiker (Die Mitte, vormals CVP).

## Leben
Thomas Rechsteiner ist verheiratet und Vater von drei Kindern. Er ist ausgebildeter Versicherungsfachmann und Finanzplaner und leitet die Generalagentur der Schweizerischen Mobiliar in Appenzell.

## Politik
Thomas Rechsteiner war politisch zunächst als Schulrat und später im Grossen Rat, der Legislative des Kantons Appenzell Innerrhoden, aktiv. Von 2011 bis 2018 war er als Säckelmeister (Finanzdirektor) Mitglied der Kantonsregierung. Bei den nationalen Parlamentswahlen vom 20. Oktober 2019 wurde Rechsteiner für die CVP in den Nationalrat gewählt. Rechsteiner setzte sich dabei u. a. gegen Antonia Fässler, die offizielle Kandidatin der CVP, durch.
Im Nationalrat war Rechsteiner bis 2023 Mitglied der Sicherheitspolitischen Kommission. Seit Frühling 2023 ist er Mitglied der Kommission für soziale Sicherheit und Gesundheit. Bis 2023 war Rechsteiner Vizepräsident der Delegation für die Beziehungen zum Landtag des Fürstentums Liechtenstein. Seit 2023 präsidiert er diese Delegation.